# Текстура нодулярна

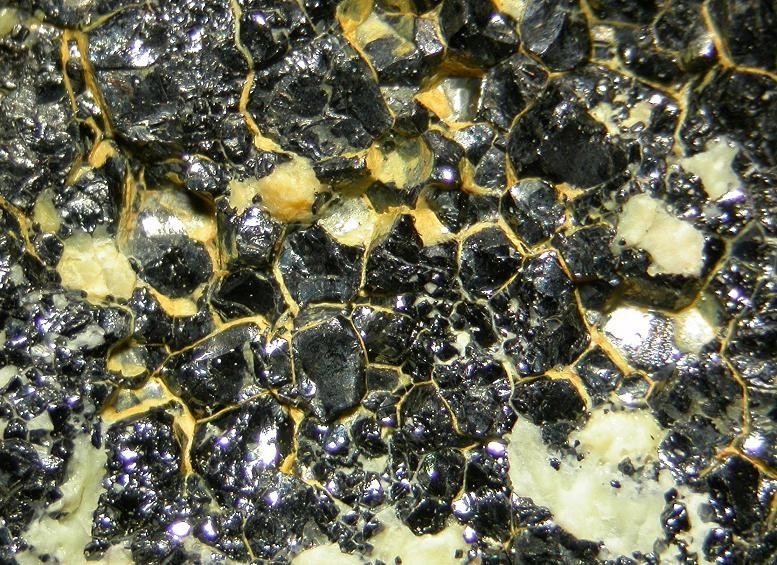
Хроміт.

Текстура нодулярна (лат. nodularis – вузлуватий) – різновид текстури гірських порід. Текстура вкраплених хромітових руд, яка характеризується наявністю округлих виділень (нодулів) хроміту величиною до 5-15 мм, які знаходяться в масі гірської породи (дуніті).